# Contoso
Contoso ist eine fiktive Firma, die von Microsoft in Dokumentationen, Prüfungen, Hilfeseiten und Anleitungen als Beispiel verwendet wird. 
Sie hat die zugehörige Domain contoso.com. Fiktiver Geschäftsleiter ist Austin Ehrhardt, fiktiver Sitz des Unternehmens ist Paris.

## Varianten
Neben der Technologiefirma Contoso Ltd. und der Contoso University hat Contoso mehrere Ableger. Dazu gehören: 
- Contoso Bank: Finanzunternehmen.
- Contoso Pharmaceuticals: Pharmaunternehmen
- Contoso Hotels: in Redmond ansässige Hotel-Kette. Auch als Contoso Hotels & Casinos bekannt.
- Contoso Marketing Department: Abteilung von Contoso Ltd, zuständig für das Marketing im Unternehmen.
- Contoso University: Universität
- von Microsoft Deutschland:[2]
  - Contoso Tours GbR
  - Contoso GmbH
  - Contoso Sports AG

## Fiktive Mitarbeiter
Bekannte Mitarbeiter der Contoso Ltd sind:
- CEO: Austin Ehrhardt
- CTO: Justin J. Große
- CIO: Albert V. Leems[3]
- Contoso Business Manager: Tiffany Mach
- Eigentümer: Jay Calvin, Miranda
- Buchhalter: Allen Brewer
- Hausmeister: Percy Bowman
- Digital Transformation Specialist: Emma Lowton
- Creative Innovation Director: Naina Dhyan
- Wearable Technology Designer: Jessica Oxley
- HR Direktor: Shreya Smith
- Vicepresident Sales & Marketing: Holly Kearney
- Teams administrator: Holly Dickson[4]
- Weitere Angestellte: Ellen Adams, Lisa Andrews, Misty Shock, Chris Meyer, Walter Harp, Jeff Smith, Ben Smith, Barbara Sankovic, Burton Guido, Heike Molnar, Laura Norman, Megan Bowen, Molly Dempsey, Adele Vance.
- Ehemalige Mitarbeiter: William Fox, ihm wurde gekündigt, da er persönliche Geräte an seinem Arbeitsplatz verwendet hat.